# Brasil Novo
Brasil Novo est une municipalité brésilienne située dans l'État du Pará.